# Aramides
Az Aramides a madarak (Aves) osztályának darualakúak (Gruiformes) rendjébe, ezen belül a guvatfélék (Rallidae) családjába tartozó nem.

## Rendszerezésük
A nemet Jacques Pucheran francia zoológus írta le 1845-ben, az alábbi fajok tartoznak ide:
- barnasapkás erdeiguvat (Aramides axillaris)
- parti guvat (Aramides mangle)
- Esmeralda-erdeiguvat (Aramides wolfi)
- Ypecaca-guvat (Aramides ypecaha)
- Aramides albiventris[1] vagy Aramides cajanea albiventris[2]
- szürkenyakú erdeiguvat (Aramides cajaneus)
- vörösszárnyú erdeiguvat (Aramides calopterus)
- Saracura-guvat (Aramides saracura)
- vöröstorkú erdeiguvat (Aramides gutturalis) – kihalt